# Malacoangelia remigera
Malacoangelia remigera är en kvalsterart som beskrevs av Berlese 1913. Malacoangelia remigera ingår i släktet Malacoangelia och familjen Hypochthoniidae.

## Underarter
Arten delas in i följande underarter:
- M. r. remigera
- M. r. indica